# Rudolf Held
Rudolf Held (* 22. März 1911 in Bach (Westerwald); † 22. Mai 1987) war ein deutscher Politiker (SED).

## Leben
Held, Sohn einer Arbeiterfamilie, besuchte die Grundschule und absolvierte eine Lehre zum Schmied. Er war anschließend in diesem Beruf und als Maschinenarbeiter tätig. Er war Mitglied im Arbeitersportverein und im Reichsbanner Schwarz-Rot-Gold.
Nach Kriegsende wurde er 1945 Mitglied der KPD, 1946 der SED. 1945/1946 leitete er das Technische Amt der Stadt Bad Wilsnack. Von 1947 bis 1949 fungierte er als Arbeitsgebietssekretär der SED-Kreisleitung Perleberg. 1949/1950 war er Angestellter der Sozialversicherungskasse in den Nebenstellen Bad Wilsnack und Nauen. 1951/1952 wirkte er als Vorsitzender der Kreisparteikontrollkommission (KPKK) der SED-Kreisleitung Osthavelland-Nauen. 1952/1953 gehörte er der Bezirksparteikontrollkommission (BPKK) Frankfurt (Oder) an. 1954/1955 studierte Held an der Parteihochschule „Karl Marx“ der SED. Anschließend war er von 1955 bis 1960 Erster Vorsitzender der BPKK im Bezirk Frankfurt (Oder) und danach bis 1963 Zweiter Sekretär der SED-Bezirksleitung Frankfurt (Oder). Von 1955 bis 1964 war er Abgeordneter des Bezirkstages Frankfurt (Oder).
Später war Held Sekretär der SED-Grundorganisation im Rat des Kreises Altentreptow und stellvertretender Vorsitzender des Rates des Kreises für Inneres. Im Mai 1976 ging Held in den Ruhestand.

## Auszeichnungen
- Vaterländischer Verdienstorden in Silber (1961)[1]